# تور ویکتوری (جکسون‌ها)
تور ویکتوری یا تور پیروزی (انگلیسی: Victory Tour) یک تور کنسرت در آمریکا و کانادا توسط گروه پاپ آمریکایی جکسون‌ها، از ژوئیه تا دسامبر ۱۹۸۴ بود. این تنها تور با هر شش برادر جکسون بود، حتی اگر جکی مجروح شد. این گروه، ۵۵ کنسرت را برای حدود ۲ میلیون نفر اجرا کردند. در ۲۲ مکان اجرا شده که ۱۹ مکان، در استادیوم‌های بزرگ اجرا شد. بسیاری از مردم به دیدن مایکل آمدند؛ و آلبوم تریلر که در آن زمان بر دنیای موسیقی تسلط داشت. بسیاری آن را به‌عنوان تور تریلر او می‌دانند، چون با اکثر آهنگ‌های موجود در لیست مجموعه از آلبوم‌های تریلر و غیرمعمول همراه بود.